# マモノ (バンド)
マモノは、日本のヴィジュアル系ロックバンド。2000年に結成。事務所はART POP ENTERTAINMENT、レコード会社は所属事務所の内部レーベルである濱書房。ホラー・パンク・メタル・バンドを自称する。

## 概要
1999年にLW-07 C.C.R.（以下チャッキー）、Die=ko（以下ダイコ）を中心に結成された「けもの」がメンバーチェンジの後、2000年に「まもの」に改名し、新ボーカルSHA MERDE（以下シャメルド）を迎え入れて再始動したのが始まり。当初より千葉県市川市にあるライブハウス・本八幡ルート14を拠点に活動。

人間界をより良い世界にするために魔界からやってきた魔物という設定で、白塗りのメイクにドクロのかぶり物などの衣装をまとい、コンセプチュアルなライブパフォーマンスを行う。メンバーそれぞれにもキャラクター設定がある（メンバーの節参照）。「マモノ」というバンド名には、魔物という意味以外にも真理を追い求める「真者」と、狭間の者としての「間者」という意味も包括している。

音楽性に関しては、自らを「ホラー・パンク・メタル・バンド」と称する。ヘヴィメタルバンド「聖飢魔II」からの影響をたびたび指摘されているが、彼らは地獄から来た悪魔だが、自分たちは魔界から来た魔物なので、全く関係ないと否定している。NoGoDのボーカル・団長は、同じ「白塗り」でもSEX-ANDROIDとはかなりかけ離れており、NoGoDは同じヘヴィメタルでもパワー・メタル寄りである一方、マモノはゴシックメタルやシンフォニックメタルに近いと評している。「PANDEMIC OF BEAST」のディスクレビューにおいては、パンク・ロックやハードコア・パンクの要素もありつつ、シンセサイザーをちりばめたヘヴィメタルに耳になじみやすいメロディがのっていると評されている。

人間界をより良い世界にするというコンセプトに関しては、ライブでフラストレーションを発散することによって犯罪を減らしたり、ライブを楽しむことで生きる活力を得てもらうことによって達成されると考えている。チャッキーは見た目は怖いが、基本的にはハッピーなバンドであると語っている。

所属事務所であるART POP ENTERTAINMENT主催のイベント「白塗り学園」では、魔界動物病院の獣医とそのスタッフとして出演している。

## メンバー
- LW-07 C.C.R.(リーサルウェポンゼロセブンシーシーアール、通称チャッキー、10月9日 - )

ギター、ボーカル担当。バンドのリーダーであり、主に作詞・作曲も担う。O型。

当初はギター担当であったが、ボーカルの脱退、サポートボーカルでの公演を経て、2002年12月からボーカルを担当するようになる。NoGoDの団長は彼のギターを「すごくうまい」と評している。

ジョン・ウィリアムズやダニー・エルフマンの映画音楽、オーケストラのシンフォニー、シンフォニックメタル、シンフォニックデスメタル、メロディックデスメタルが好きであると語っている。作詞に関しては、詞を見てその情景が浮かぶようなものを意識している。人間の内面を表現したものとパラレルワールド的なものの2種類があり、パラレルワールド的なものには「VAMPIRE'S KNIGHT」や「HUNTING HUMAN」（ともに「大惨事」収録）のように共通の世界観の元に書かれたものや「LIVING DEAD」（「大惨事」「JUMP」収録）のように既存のゲームの世界観に影響を受けて書かれたものがある。歌詞の内容から仏教色、キリスト教色等の強さが見られる。稀にゾロアスター教などの影響も見られる。

バンド内の設定では、元々は人間だったが、世の中の不条理と戦うために改造されたサイボーグソルジャー。
- Die=ko(ダイコ、12月12日 - )

ベース担当。チャッキーとともに、「けもの」時代からの初期メンバー。A型。

バンド内の設定では、アンドロイドであり、観客の笑顔がエネルギー源。インタビューでは、彼の会話はすべてカタカナで表記されることもある。ベースラインに関しては、可愛くて聴きやすいフレーズを意識している。

身長152cmと低いため、犬神サーカス団の犬神凶子、SEX-ANDROIDのJUNRO（身長153cm）とともに「チイサキモノ倶楽部」というユニットを組み、「小さな恋の丑三つドッキン」「お願い屍だありん」といった楽曲を配信限定で発表している。
- VII-XXII(ナナトゥエンティトゥー、通称ナナ、8月7日 - )

パフォーマンスボーカル担当。O型。旧名N:A:N:A-XVIII。2005年2月加入。

チャッキーのハイトーンボイスに対して、デスヴォイスやシャウトなどのボーカルを担当している。

バンド内の設定では、元々は人間だったが、死後ゾンビになってしまった。
- Aile D'diable(エルドディアブロ、通称エル、4月16日 - )

ドラム担当。A型。旧名J・Bell・Aile・B。以前一緒にバンドを組んでいたナナの紹介で2005年6月加入。

ダブル・ベース・ドラムを使用。彼が加入するまでは、ドラムは打ち込みであった。

バンド内の設定では、有翼亜人種だが、人間界では100%の力が出せないため、翼を出すことができない。

### 旧メンバー
- K.F.D（ボーカル）、若葉（ドラム） ※「けもの」時代、「まもの」最初期
- 目玉（ドラム） ※「けもの」時代
- SHA MERDE(シャメルド)(ボーカル)(2000年9月 - 2002年6月)
- ルー・ガルム・ヴォルクシュタイン卿(ギター)(2003年12月 - 2004年9月)
- ナムーア・ハレルソンス・ジャッキー・レイブラッド(ギター)(2002年12月 - 2009年3月)
- 死村ソード(ギター)(2005年3月 - 2009年3月)

### 旧サポートメンバー
- LW-06ヂライア ワカバ(ボーカル)
- NEU ヴァイオレント アレックス(ボーカル)
- ウォン「ザ･マミー」ロウ(ギター)

## 来歴
特記のないものは、オフィシャルサイト内の「BIOGRAPHY」、旧オフィシャルサイト内の「マモノの歴史」を参考に作成。
- 1999年4月 チャッキー、ダイコを中心に、「マモノ」の前身となるバンド「けもの」が結成される。
- 2000年6月 「まもの」に改名。
- 2000年11月15日 本八幡ルート14にて「まもの」としての初ライブ。
- 2002年6月 シャメルド脱退。
- 2002年12月 チャッキーが正式ボーカルに。ナムーアハレルソン・ジャッキー・レイブラッドがサポートとして加入。
- 2003年12月 「マモノ」に改名。
- 2003年12月 ルー・ガルム・ヴォルクシュタイン卿加入。
- 2004年8月27日 1stミニアルバム「ギ」発売。
- 2004年9月 ルー・ガルム・ヴォルクシュタイン卿脱退。
- 2005年2月 ナナ加入。
- 2005年3月 死村ソードがサポートとして加入。
- 2005年6月 エル加入。
- 2005年9月30日 本八幡ルート14にて初ワンマンライブ「悪霊パビリオン」。
- 2007年11月3日 本八幡ルート14にてワンマンライブ。
- 2008年5月9日 大塚RED-Zoneにてワンマンライブ。
- 2008年8月30日 本八幡ルート14にてワンマンライブ。
- 2009年1月30日 本八幡ルート14にてワンマンライブ。
- 2009年3月 ナムーア・ハレルソンス・ジャッキー・レイブラッド、死村ソード脱退。
- 2009年4月 ナナがN:A:N:A-XVIIIからVII-XXIIに、エルがJ・Bell・Aile・BからAile D'diableに改名。
- 2009年7月29日 2ndミニアルバム「PANDEMIC OF BEAST」を濱書房からリリース。以降、同レーベルからリリースするようになる。
- 2009年7月-8月 ART POP ENTERTAINMENT主催「CRUSH OF MODE HYPER HOT SUMMER '09」に出演(全13会場14公演のうち9公演)。
- 2009年9月12日 渋谷チェルシーホテルにてワンマンライブ「ZOMBIE PANIC '09〜東京魔人舞踏会〜」。
- 2010年3月21日 渋谷チェルシーホテルにてワンマンライブ。
- 2010年10月23日 渋谷チェルシーホテルにてワンマンライブ。
- 2011年4月23日 本八幡ルート14にてワンマンライブ。
- 2011年10月10日 渋谷RUIDO K2にてワンマンライブ。
- 2011年10月26日 1stフルアルバム「strange world」発売。
- 2011年12月17日 本八幡ルート14にてワンマンライブ。
- 2012年4月12日 Shibuya O-WESTでラストライブ「MAMONO-FINAL ONE MAN SHOW-魔界 de パーティーナイト! 〜今宵魔界の扉が開く〜」を開催し解散した。

## 作品
規格品番のないものについては、旧オフィシャルサイト内の「マモノの歴史」及び「音源紹介」を参考に作成。

### デモテープ
- 2000年11月 人間狩り
- 2000年12月 精神工場 無料配布
- 2001年3月 精神工場
- 2001年5月 人間狩り
- 2001年8月 悪魔人形 無料配布
- 2001年11月 悪魔人形

### MD
- 2002年10月23日 the beast 当日限定発売
- 2002年12月20日 吸血騎士団
- 2003年7月19日 人間狩り 当日限定販売

### シングル
- 2003年4月 精神工場 無料配布
- 2005年4月 吸血騎士団
- 吸血騎士団 無料配布
- 2006年5月27日 三界一心 PRCMM-060137 PEANUTS RECORDS
- 2007年8月20日 大惨事 PRCMM-07014 PEANUTS RECORDS
- 2010年1月6日 THE VICTOR'S MONSTER HMS-0023 濱書房 ART POP RECORDS/ライカロリーポップ
- 2010年8月18日 世界魔界化計画 HMS-0027 濱書房 ART POP RECORDS/ライカロリーポップ
- 2011年1月19日 JUMP HMSR-0030 ART POP RECORDS/ライカロリーポップ

### アルバム
- 2004年8月27日 ギ PRCMM-040114 PEANUTS RECORDS
- 2009年7月29日 PANDEMIC OF BEAST 初回限定盤HMS-0020A 通常盤HMS-0020B ART POP RECORDS/ライカロリーポップ
- 2011年10月26日 strange world 初回限定盤HMSR-0033A

### 配信限定シングル
- 2011年7月4日 地獄逝き! dwango.jp

### 映像作品
- 2003年10月 暗楽死 VHS
- 2005年11月 アクマモノ DVD 悪魔頭、マモノ共同企画
- 2005年7月 暗楽死 DVD
- 2008年5月9日 ODEMON PAVILION PRDMM-080154 DVD
- 2012年5月31日 魔界deパーティーナイト!〜今宵魔界の扉が開く〜 DVD

### メディア出演
- TOKYO MX「TokYo,Boy」2001年11月
- 千葉テレビ「M'zip」2002年5月
- NHK総合テレビジョン・NHK衛星第2テレビジョン「パフォー!」2009年10月5日、2010年2月13日
- FNS系列「話題のシーンを再現 ミラクル実験SHOW」2010年5月23日
- ベイエフエム「NoGoD BLESS YOU!!!」ゲスト出演、2011年1月28日 ※チャッキーのみ
- テレビ東京「Vの流儀」2011年1月29日SHIBUYA BOXX「浪漫チック冬紀行-2011-」ライブ映像、2011年3月8日